# Tom Clancy's Rainbow Six
Tom Clancy's Rainbow Six is een serie computerspellen, die gebaseerd is op het gelijknamige boek van Tom Clancy. 
Het eerste spel uit de serie werd gemaakt terwijl Tom Clancy het boek schreef. De game werd ontwikkeld door Red Storm Entertainment. De game kreeg later veel vervolgen. Red Storm Entertainment is nu overgenomen door Ubisoft, die nu delen ontwikkelt en uitgeeft.
De Rainbow Six-games oriënteren zich op tactische actie. Hierbij wordt de speler gedwongen om gebruik te maken van het squad dat hij onder zijn commando heeft, en tactiek te gebruiken.

## Spellen
| Release | Titel                                                   | Platform                                                                   | Noot                    |
| ------- | ------------------------------------------------------- | -------------------------------------------------------------------------- | ----------------------- |
| 1998    | Tom Clancy's Rainbow Six                                | Dreamcast, Game Boy Color, Nintendo 64, PlayStation, Windows               |                         |
| 1999    | Tom Clancy's Rainbow Six: Eagle Watch                   | Windows                                                                    |                         |
| 1999    | Tom Clancy's Rainbow Six: Rogue Spear                   | Dreamcast, Game Boy Advance, PlayStation, Windows                          |                         |
| 2000    | Tom Clancy's Rainbow Six: Rogue Spear: Urban Operations | Windows                                                                    |                         |
| 2000    | Tom Clancy's Rainbow Six: Covert Operations Essentials  | Windows                                                                    | Stand-alone uitbreiding |
| 2001    | Tom Clancy's Rainbow Six: Rogue Spear: Black Thorn      | Windows                                                                    | Stand-alone uitbreiding |
| 2001    | Tom Clancy's Rainbow Six: Take-Down - Missions in Korea | Windows                                                                    |                         |
| 2002    | Tom Clancy's Rainbow Six: Lone Wolf                     | PlayStation                                                                |                         |
| 2003    | Tom Clancy's Rainbow Six 3: Raven Shield                | Nintendo GameCube, PlayStation 2, Windows, Xbox                            |                         |
| 2003    | Tom Clancy's Rainbow Six: Broken Wing                   | Mobiele platforms                                                          |                         |
| 2003    | Tom Clancy's Rainbow Six: Urban Crisis                  | Mobiele platforms                                                          |                         |
| 2004    | Tom Clancy's Rainbow Six 3: Black Arrow                 | Xbox                                                                       |                         |
| 2005    | Tom Clancy's Rainbow Six: Lockdown                      | Nintendo GameCube, PlayStation 2, Windows, Xbox                            |                         |
| 2006    | Tom Clancy's Rainbow Six: Critical Hour                 | Xbox                                                                       |                         |
| 2006    | Tom Clancy's Rainbow Six: Vegas                         | PlayStation 3, PlayStation Portable, Windows, Xbox 360                     |                         |
| 2008    | Tom Clancy's Rainbow Six: Vegas 2                       | PlayStation 3, Windows, Xbox 360                                           |                         |
| 2011    | Tom Clancy's Rainbow Six: Shadow Vanguard               | Android, iOS                                                               |                         |
| -       | Tom Clancy's Rainbow 6: Patriots                        |                                                                            | Geannuleerd             |
| 2015    | Tom Clancy's Rainbow Six: Siege                         | PlayStation 4, PlayStation 5, Stadia, Windows, Xbox One, Xbox Series       |                         |
| 2022    | Tom Clancy's Rainbow Six: Extraction                    | Luna, PlayStation 4, PlayStation 5, Stadia, Windows, Xbox One, Xbox Series |                         |